# Локални избори у Србији 2008.
Локални избори за одборнике у скупштинама општина и градова у Србији (2008) одржани су 11. маја 2008. године, истовремено са парламентарним и покрајинским изборима.
У својству председника Народне скупштине Републике Србије, Оливер Дулић је 29. децембра 2007. године расписао локалне изборе за 11. мај 2008. године.
Претходно је парламент Србије усвојио пакет измена закона којима се одређује локална самоуправа, чиме су испуњени сви предуслови за расписивање локалних избора.
У четири општине конституисање највиших органа није било извршено у року, па су расписани поновни избори одборника, који су одржани 9. новембра 2008. године (Врњачка Бања, Књажевац, Пријепоље и Рума).
Грађани Србије уписани у бирачке спискове су бирали одборнике у 24 скупштине градова и 150 скупштина општина.

## Прописи
Законом о локалним изборима предвиђено је да се одборници скупштина општина и градова бирају по пропорционалном изборном систему, а улазак у локалне парламенте обезбедиће оне листе кандидата које освоје најмање пет одсто гласова бирача.
Предизборне коалиције ће за улазак у локални парламент морати да освоје најмање седам одсто гласова.
У претходном закону цензус за улазак у локални парламент је био три одсто.
Најзначајнија новина у закону је што грађани више неће бирати градоначелнике на директним изборима, већ ће то чинити одборници.

## Региони и градови

### Избори за одборнике Скупштине града Београда
Градоначелника Београда ће након формирања градске скупштине бирати одборници већином гласова.
Неколико најзначајнијих странака је током изборне кампање истакло своје кандидате за ту функцију:

- Александар Поповић, Демократска странка Србије
- Александар Вучић, Српска радикална странка
- Жарко Обрадовић, Социјалистичка партија Србије
- Драган Ђилас, Демократска странка
- Биљана Србљановић, Либерално-демократска партија

Након поновљеног гласања на неколико места које је одржано 18. маја, Градска изборна комисија (ГИК) саопштила је 20. маја званичне резултате избора.

Гласало је укупно 911.842 бирача (60%) од укупно уписаних 1.517.783.
На бирачким местима је гласало 903.900 гласача, а ван 7.942.
Важећих гласачких листића је било 891.485 (98,6 одсто).
Листе су добиле следећи број гласова:
- За европски Београд - Борис Тадић - 354.462, 38.9%, 45 мандата
- Српска радикална странка - 316.357, 34.7%, 40 мандата
- Коалиција ДСС-НС - 100.459, 11.0%, 12 мандата
- ЛДП - 62.419, 6.8%, 7 мандата
- СПС-ПУПС-ЈС - 47.266, 5.2%, 6 мандата

Остале странке нису прешле цензус од 5%.
Резултати локалних избора, мај 2008, за град Београд
Градска скупштина има 110 одборника.
За избор градске владе и градоначелника потребна је подршка 56 одборника.
Власт су формирале ЗЕБ, ЛДП и СПС-ПУПС-ЈС, док је за градоначелника изабран Драган Ђилас.

### Избори у Војводини

#### Избори за одборнике Скупштине града Новог Сада
Избори за одборнике Новог Сада су одржани 11 маја 2008.
Резултати су следећи:
1. За европски Нови Сад - Борис Тадић (58.302 - 32,7%) 30 мандата
2. Српска радикална странка (49.161 - 27,6%) 26 мандата
3. Заједно за Војводину - ЛСВ - Ненад Чанак (17.081 - 9,6%) 9 мандата
4. Група Грађана - Маја Гојковић (13.494 - 7,6%) 7 мандата
5. Демократска странка Србије - Нова Србија - Коштуница (10.771 - 6,0%) 5 мандата
6. Мађарска коалиција - Иштван Пастор (2.512 - 1,4%) 1 мандат

Власт је формирана од стране ЗЕНС, ЗзВ и МК, бирани градоначелник је Игор Павличић.

### Избори на Косову и Метохији
На подручју Аутономне Покрајине Косово и Метохија, одржани су 11. маја (2008) локални избори за општинске скупштине и Скупштину града Приштине, али не и за Скупштину АПКМ. Избори су одржани у специфичним околностима, без подршке УНМИК и уз противљење Привремених институција самоуправе (ПИС). Према званичним резултатима Републичке изборне комисије, мандате је у новоизабраној Скупштини града Приштине добило шест изборних листи: Српска радикална странка (23), Демократска странка Србије - Нова Србија (9), Демократска странка (5), Социјалистичка партија Србије (4), Група грађана Покрет за опстанак (3) и Група грађна Видовдан (3).